# Norbert
Norbert is een jongensnaam die is afgeleid van de Heilige Norbertus.
De naam is samengesteld uit de woorden nor (van noord) en berehrt (zie 'vereerd', 'illuster', 'bright' en 'pracht').

## Enkele naamdragers
- Norbert Blüm
- Norbert De Batselier
- Norbert Elias
- Norbert Klein
- Norbert Schmelzer
- Norbertus
- Norbert Van Slambrouck
- Nordebert, oudst bekende persoon die Nor(de)bert heette